# 梁玉眷
梁玉眷（1885年—1917年9月5日），越南革命家，现代主义者。

## 生平
梁玉眷在1885年出生于河内省常信府上福县古贤总蕊溪社（今属河内市常信县蕊溪社），是梁文玕的次子。曾留学日本和中国，后回国加入越南光復會，投身革命运动。于1915年在香港被殖民当局捕获，移交南圻当局。出狱后，同郑文艮一道于1917年发动太原起义，1917年9月5日，拒绝撤退的梁玉眷令郑文艮朝自己开枪，结束了一生。